# Aberfan
Aberfan est un village du pays de Galles, à 6 km au sud de la ville de Merthyr Tydfil.

## Historique
Le village est connu pour la catastrophe d'Aberfan qui s'est produite le 21 octobre 1966, lorsqu'un glissement de terrain a fait 144 victimes, dont 116 enfants.

## Géographie
La rivière Taf coule à Aberfan.
La ville avait une activité minière, dont les déchets sont indirectement à l'origine de la catastrophe de 1966.